# Sekundakord
Sekundakord je termín ze všeobecné hudební nauky. Používá se pro třetí obrat septakordu.  Nejspodnějším tónem sekundakordu je septima (nejvyšší tón) v původním septakordu, původní základní tón je v něm v nejzákladnějším tvaru tónem v pořadí druhým odspodu.
Každý septakord má tři obraty. Další dva obraty septakordu se jmenují kvintsextakord a terckvartakord.

## Příklad
Uvažujme tzv. tvrdě velký septakord postavený na tónu c. Tvrdě velký septakord je tvořen tvrdým (durovým) kvintakordem a velkou septimou mezi nejnižším a nejvyšším tónem. Na tónu c tedy zní: c e g h. Kvintsextakord, první obrat tohoto septakordu, se vytvoří tak, že se nejnižší tón přenese o oktávu výše. Bude to tedy e g h c. Druhý obrat, terckvartakord, se opět vytvoří přeložením nyní nově nejnižšího tónu v prvním obratu (e) o oktávu výše. Vznikne g h c e. Třetí, kýžený obrat, sekundakord, vznikne znova stejným procesem, přenesením g o oktávu výše. Výsledek: h c e g.

## Název
Termíny obratů akordů jsou vytvořeny tak, že se v nich pojmenuje interval mezi nově vzniklým základním tónem (v našem případě h) a jednak původním nejvyšším tónem (v našem případě jde o tentýž tón, h, proto tato část nomenklatury odpadá), jednak původním základním tónem (v našem případě c). Tóny h c vytvářejí sekundu, proto: sekundakord.